# Afanasjevská kultura

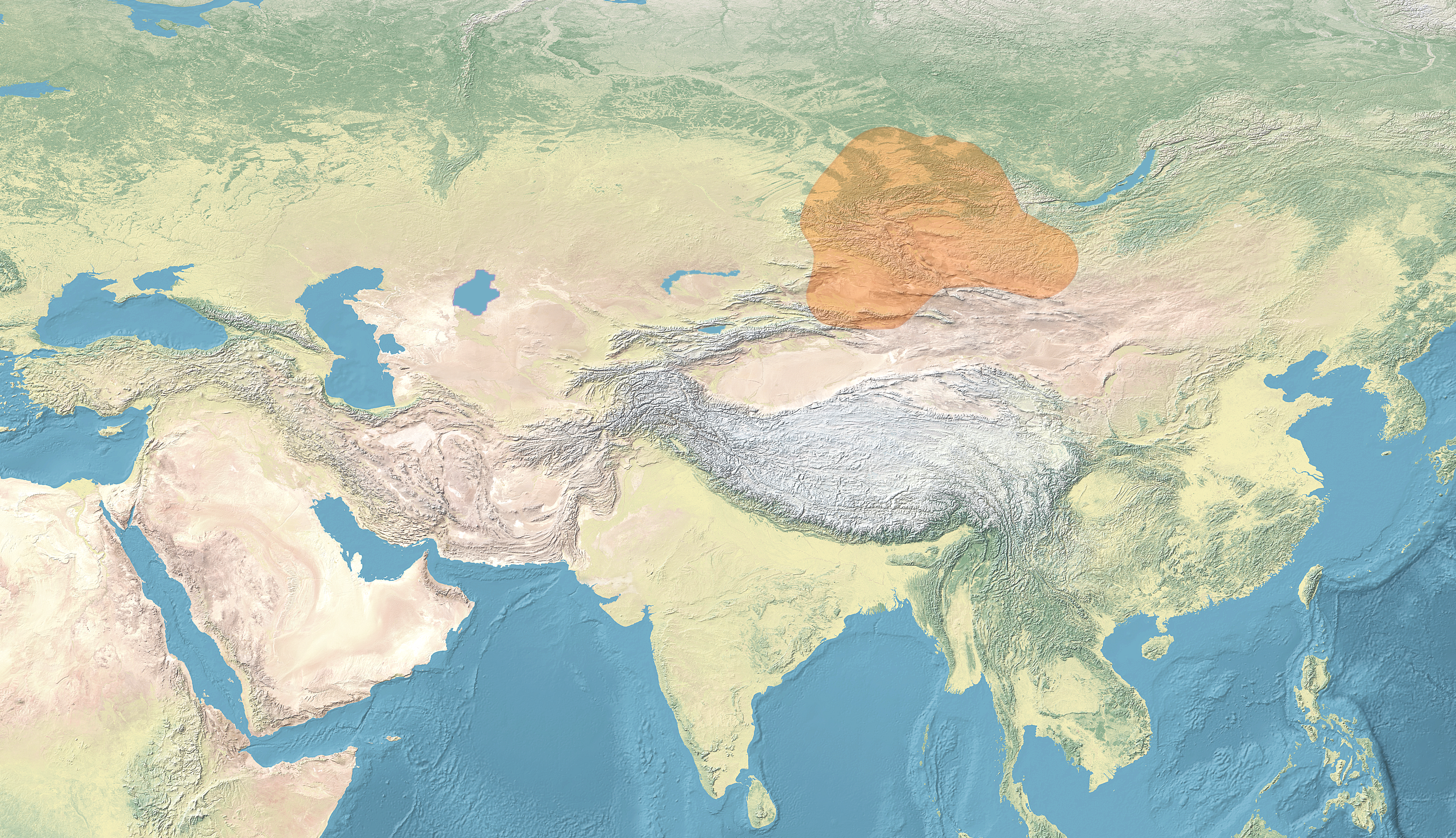
Mapa rozšíření afanasjevské kultury

Afanasjevská kultura (rusky Афанасьевская культура) je raná archeologická kultura jižní Sibiře, rozprostírající se v oblasti Minusinské kotliny a pohoří Altaj během eneolitu, tedy přibližně 3300 až 2500 př. n. l. Kultura byla pojmenována po blízké hoře nesoucí název Gora Afanasjeva (rusky Гора Афанасьева) ležící v Bogradském okresu v Chakaské republice. Jako první tuto kulturu v letech 1920 až 1929 objevil sovětský archeolog Sergej Teplouchov. Východním směrem byla afanasjevská pohřebiště nalezena až v oblasti Šatar Čuluu ve středním Mongolsku, což potvrzuje další rozšíření této kultury přibližně 1500 km východně za pohoří Altaj. Afanasjevská kultura je považována za nedílnou součást pravěkých dějin západního a středního Mongolska.
Podle amerického antropologa Davida W. Anthonyho byli lidé patřící k afanasjevské kultuře potomky lidí, kteří migrovali v období přibližně 3700 až 3300 př. n. l. přes eurasijskou step. Ti patřili k repinské kultuře, která byla předjámovou kulturou, a obývala oblast mezi Donem a Volhou. Afanasjevská kultura je považována za "cizí prvek přicházející ze západu" ve vztahu k dřívějším místním sibiřským kulturám. Anthony uvádí, že migrace afanasjevské kultury na Altaj provedli lidé s materiální kulturou repinského typu.
Podle studie z roku 2021 rané tarimské mumie z konce 3. a počátku 2. tisíciletí př. n. l. nebyly příbuzné s afanasjevskou kulturou a pocházely z geneticky izolované populace odvozené od starověkých severních Euroasijců, která převzala od sousedních národů zemědělské a pastevecké praktiky.
Díky své geografické poloze a časovému zařazení byla afanasjevská kultura spojována s proto-tocharskými jazyky. Toto spojení podpořili jak David W. Anthony, tak i dřívější badatelé, včetně ruského archeologa, antropologa a filologa Lea Klejna, amerického archeologa Jamese Patricka Malloryho a amerického sinologa Victora Henryho Maira. V Džungarii na severozápadě Číny přetrvával afanasjevský původ přinejmenším do druhé poloviny 1. tisíciletí př. n. l. Kultura Š'-žen-c' (410 až 190 př. n. l.), obývající oblast ležící severovýchodně od Tarimské pánve, byla pravděpodobně také odvozena od afanasjevské kultury, čímž kromě lingvistického hlediska podporuje domněnku, že afanasjevská kultura patřila k Tocharům.

## Archeologické lokality
První archeologické naleziště patřící afanasjevské kultuře bylo objeveno poblíž Gora Afanasjeva v Minusinské kotlině. Lokalita byla prozkoumána v období let 1920 až 1929 sovětským archeologem Sergejem Teplouchovem. Nově objevená kultura byla pojmenována po místní hoře. Původní lokalita se nacházela na první záplavové terase řeky Jenisej, asi 1 km jihovýchodně od vesnice Bateni-Jarki. Lokalita je od 60. let 20. století zatopena Krasnojarskou přehradní nádrží.

Mnoho další lokalit patřících této kultuře bylo objeveno na náhorní plošině Ukok a také daleko na jihu, například v oblasti kolem Urumči nedaleko Tarimské pánve a v oblasti Džungarie. Oblast od Minusinské pánve po Džungarii byla hlavní oblastí osídlení afanasjevskou kulturou, ale byla objevena pohřebiště ležící i daleko na východ od této oblasti ve středním Mongolsku, jako je Šatar Čuluu, což potvrzuje expanzi na východ.

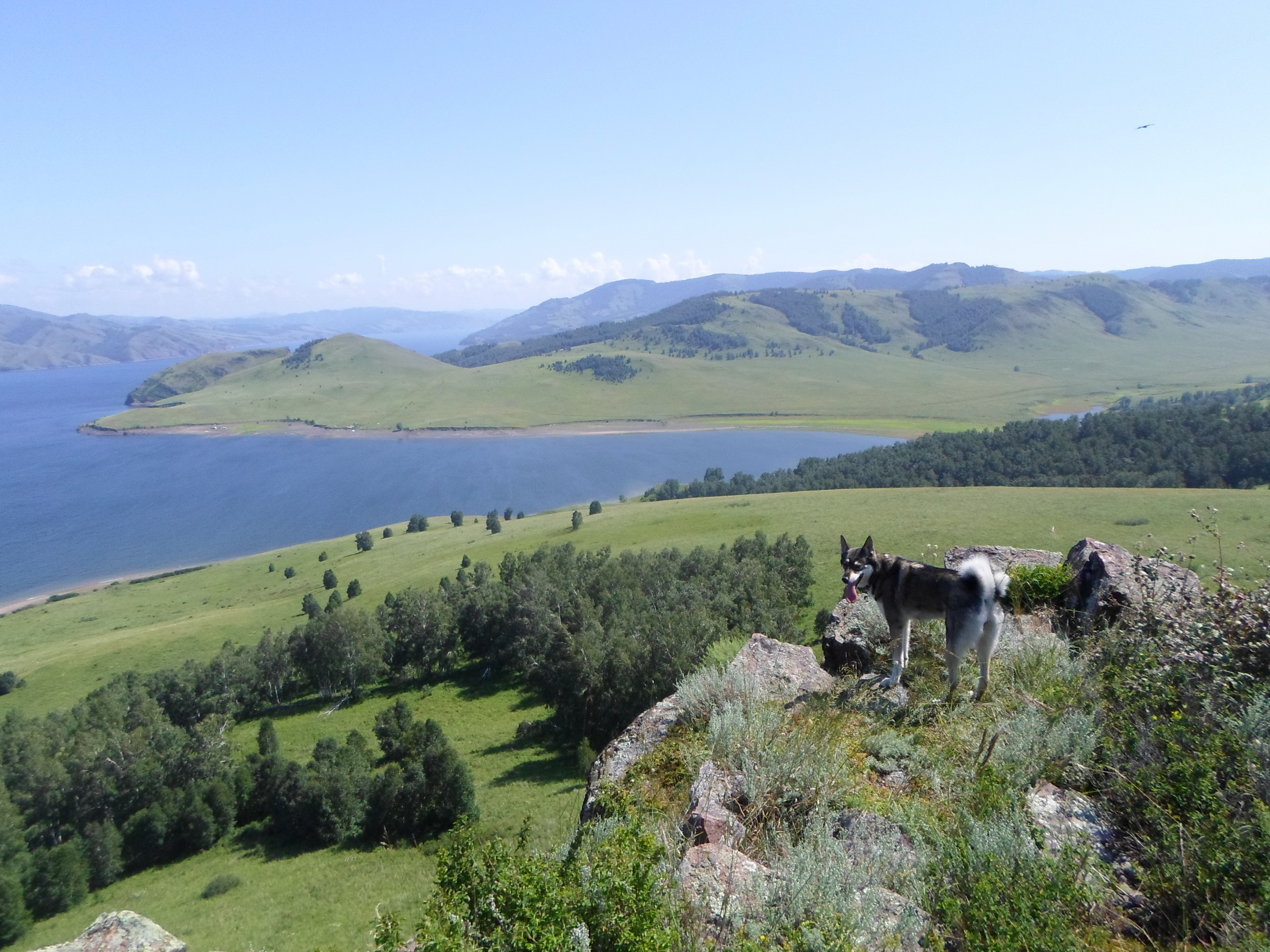
Gora Afanasjeva
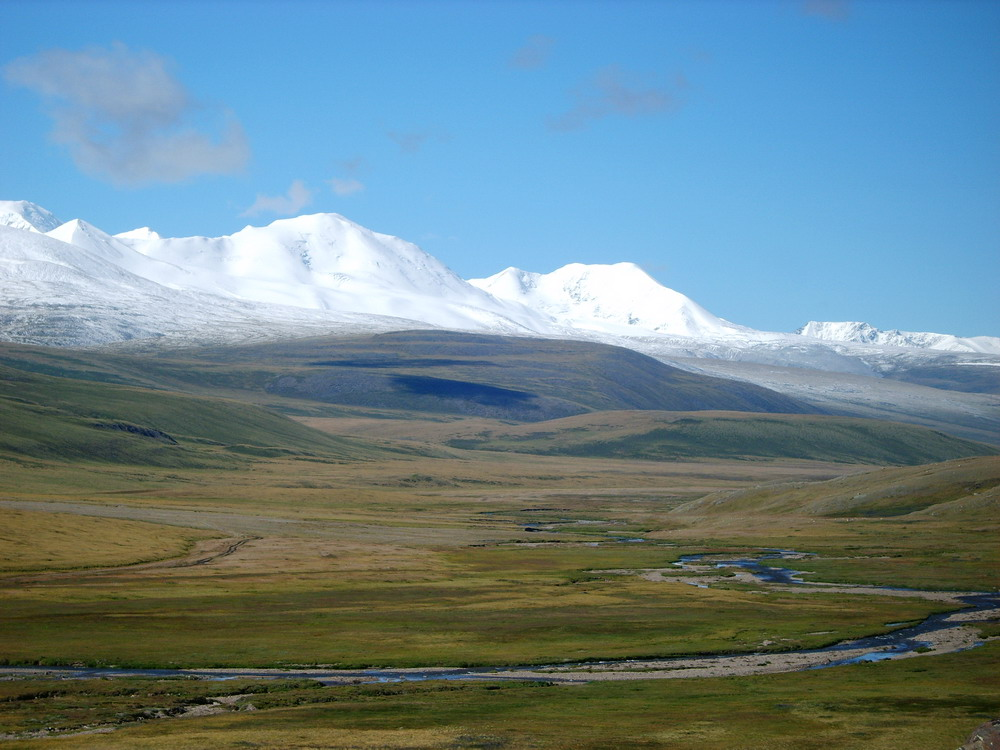
Náhorní plošina Ukok
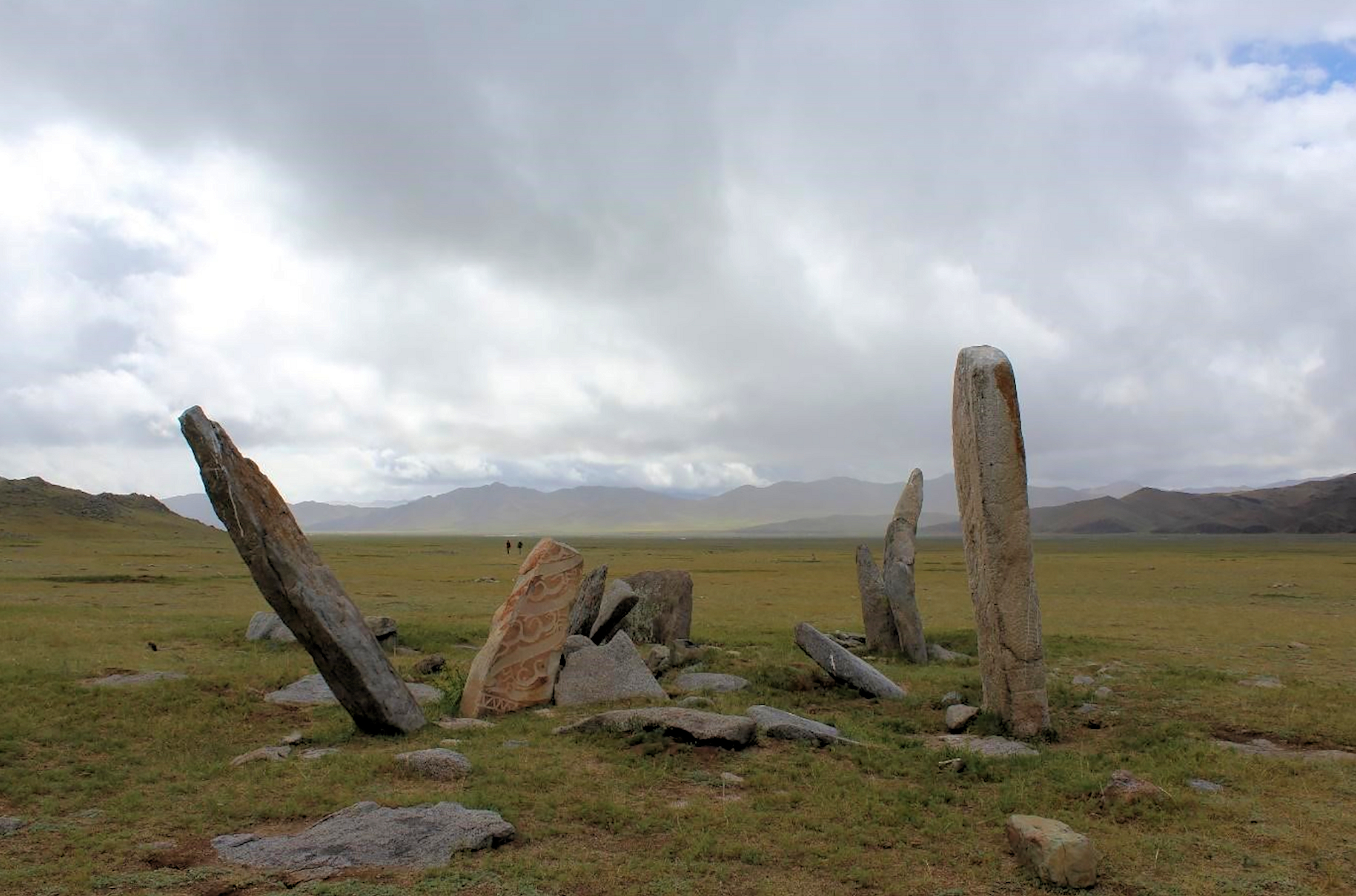
Šatar Čuluu
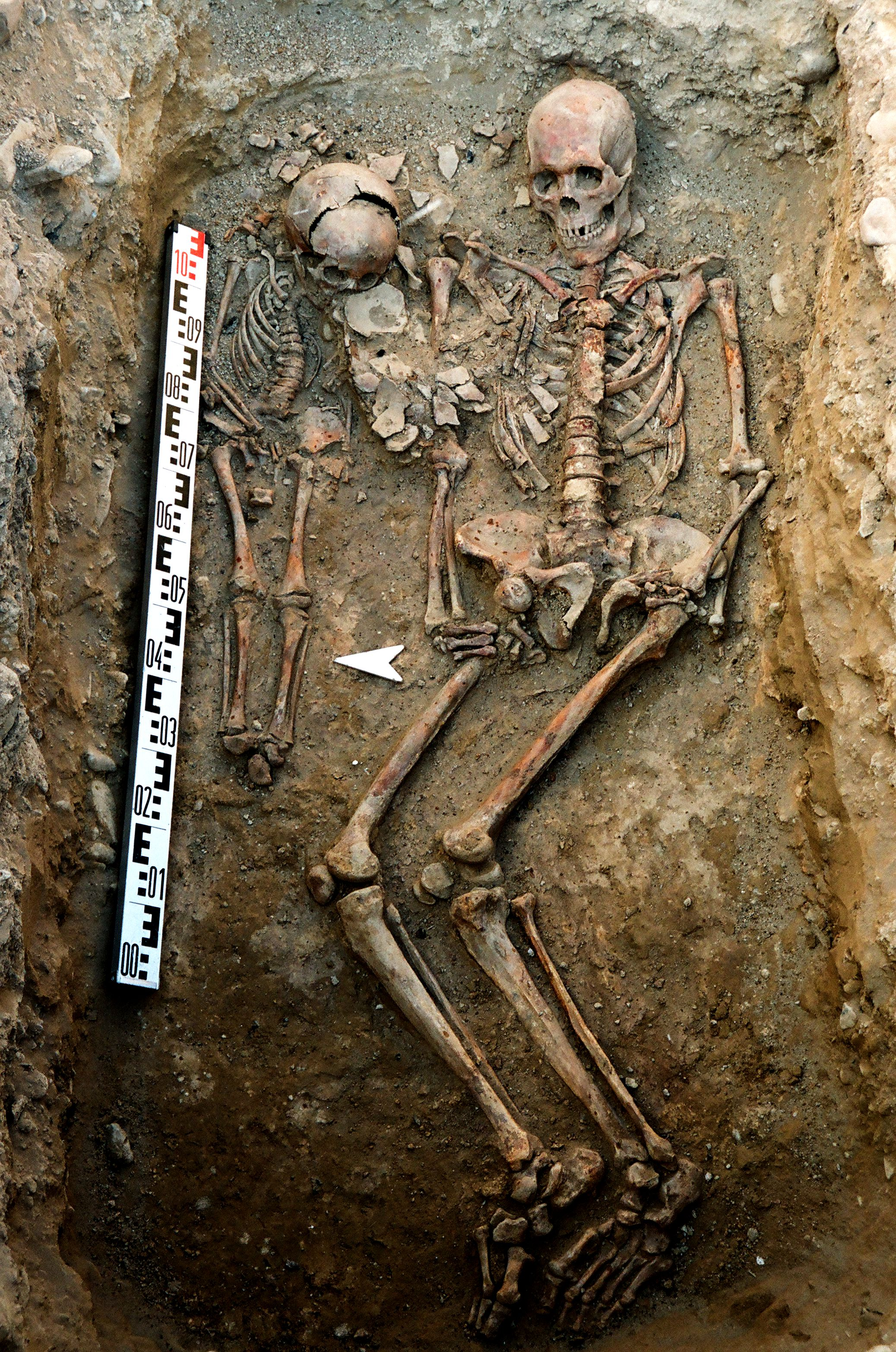
Hrob afanasjevské kultury, západní Mongolsko

### Datace
Konvenční archeologické chápání nálezové situace inklinovalo k datování afanasjevské kultury kolem roku 2500 až 2000 př. n. l. Radiokarbonové datování nalezených dřevěných nástrojů ukázalo rok 3705 př. n. l. a v případě lidských pozůstatků rok 2874 př. n. l. Nejstarší datace byla zamítnuta a za počátek kultury je považován přibližně rok 3300 př. n. l. a její konec 2500 př. n. l.

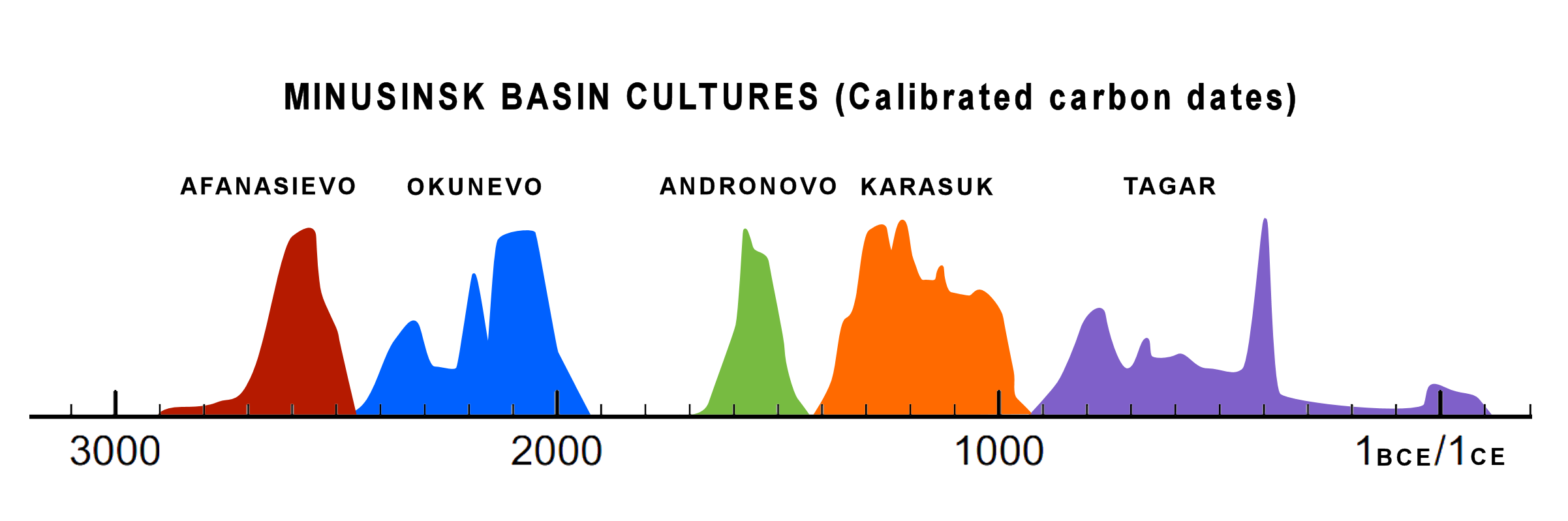
Kultury Minusinské kotliny

## Charakteristika

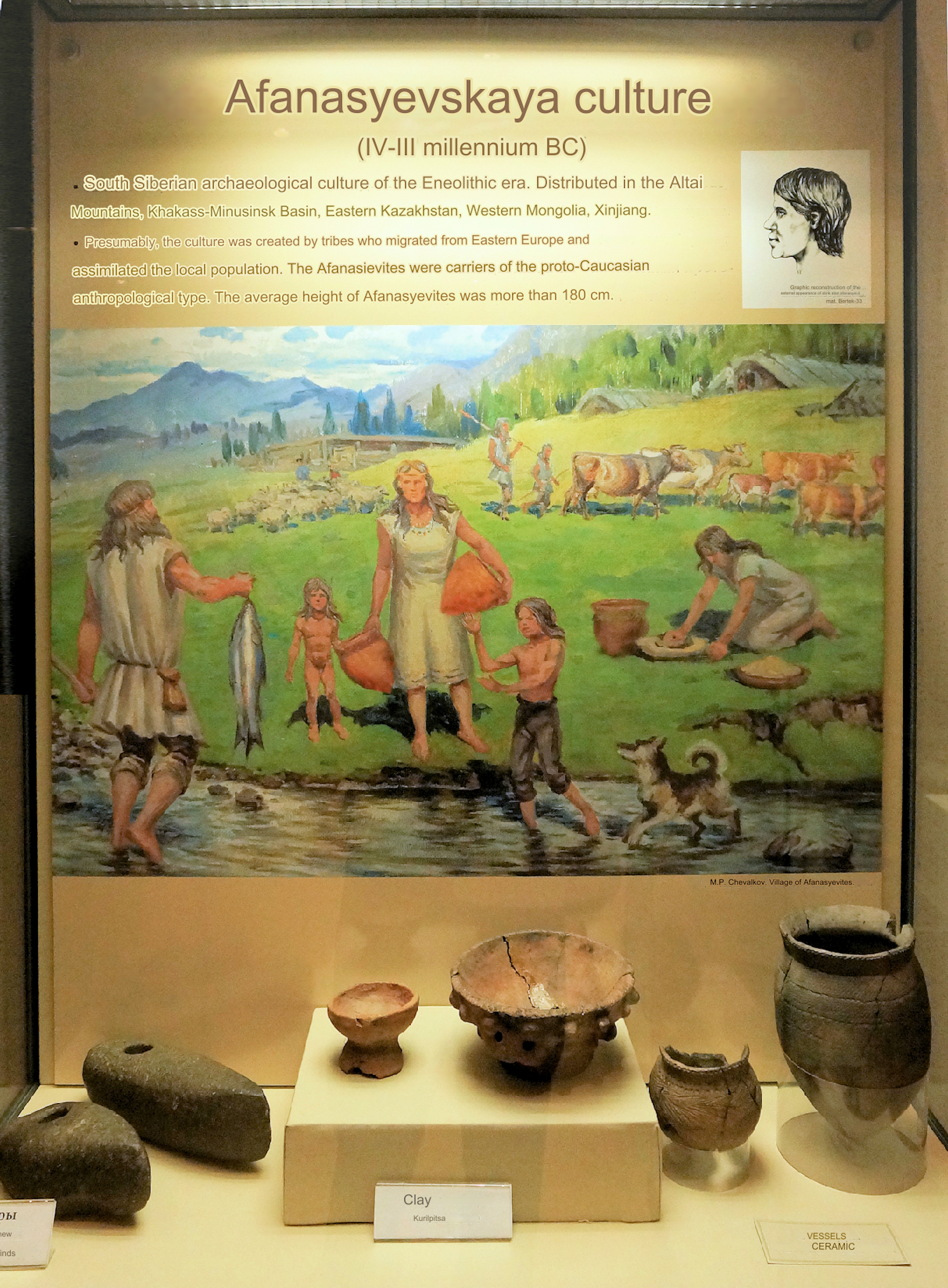
Výstava afanasjevské kultury v Národním muzeu Altajské republiky

Pro tuto kulturu nejsou obvyklé velké hromadné hroby. Na typických afanasjevských pohřebištích se nachází jednotlivé pohřby nebo malé kolektivní pohřby. Zesnulí jsou obvykle uloženi v jámě v ohnuté poloze na zádech. Pohřební jámy jsou uspořádány do obdélníkových či méně často kruhových seskupení, ohraničených kamennými zdmi. Archeologové se domnívají, že tato seskupení představují rodinné hřbitovy, přičemž čtyři nebo pět těchto "ohrad" tvoří místní sociální skupinu.
Lidé afanasjevské kultury se zabývali chovem dobytka, ovcí a koz. Byly také objeveny pozůstatky koní, ať už domácích nebo divokých. Nástroje vyráběli z kamene (sekery, hroty šípů), kostí (háčky, hroty) a paroží. Mezi artefakty vyrobenými z paroží jsou předměty, které mohly sloužit jako lícnice pro koně. Afanasjevské kultuře je připisováno i umělecké znázornění kolových vozidel, nalezená v této oblasti. Byly také objeveny ozdoby z mědi, stříbra a zlata.
Lidé afanasjevské kultury jsou považováni za nejstarší pastevce východní Asie, kteří se podíleli na založení dlouhé tradice pastevectví v Mongolsku. Jejich vzestup také koresponduje s výskytem domestikovaných ovcí, koz a dobytka, což znamená nejranější rozšíření domestikovaných zvířat z Blízkého východu do asijského vnitrozemí. Zavedli také počáteční praxi metalurgie mědi a bronzu. V hrobech byly objeveny kovové artefakty z mědi, bronzu (šídla, nože), zlata, stříbra, stejně jako zbytky rozebraných vozíků. Je možné že afanasjevská kultura používala vozy tažené dobytkem, stejně jako lidé jámové kultury.

## Genetika

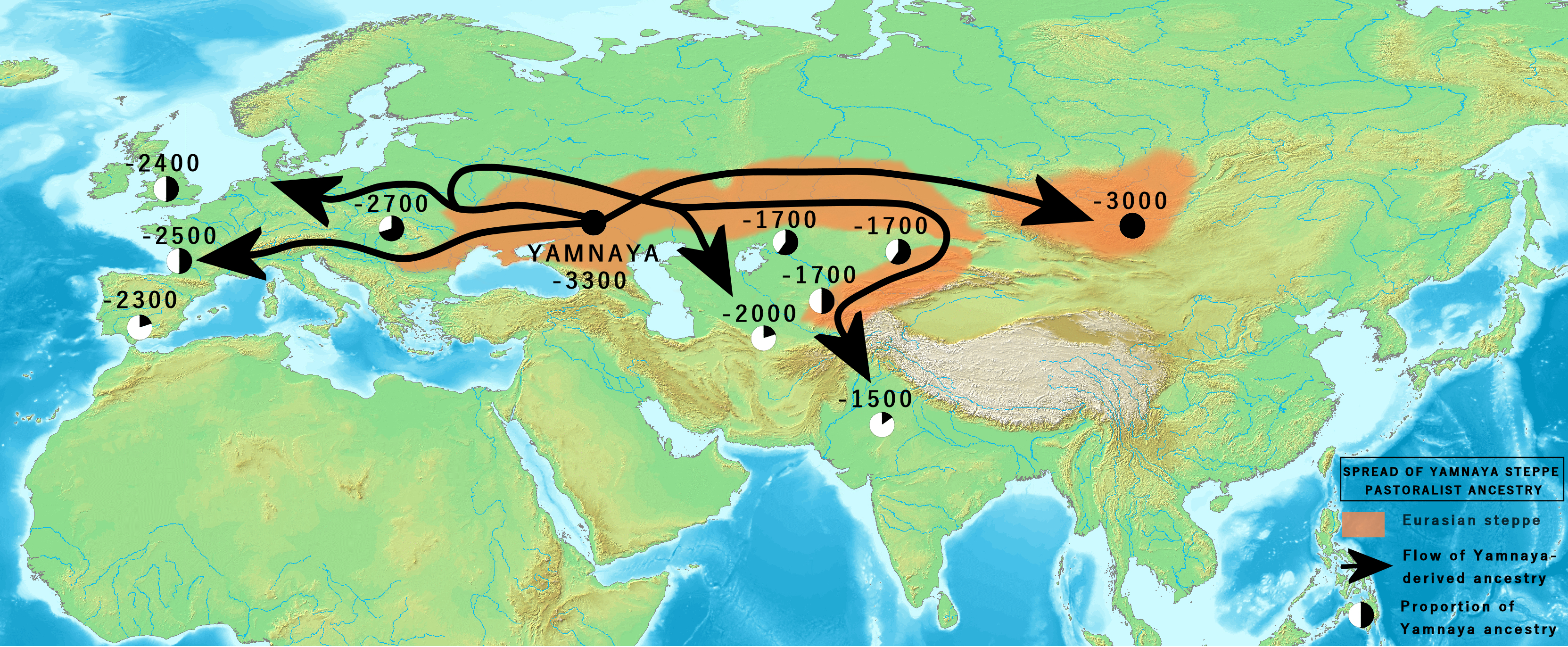
Indoevropské migrace související s expanzí jámové kultury, 3 000 – 1500 př. n. l.

Analýza úplného genomu jedinců afanasjevské kultury ukázala, že byli geneticky velmi blízcí populaci jámové kultury v pontsko-kaspické stepi. Tyto dvě skupiny si byly geneticky mnohem více podobné než skupiny geograficky ležící mezi nimi, které měly na rozdíl od lidí afanasjevské a jámové kultury velké množství znaků od východních sibiřských lovců a sběračů. To naznačuje, že se afanasjevská kultura do oblasti Altaje dostala migrací ze západní euroasijské stepi.
Z Altaje se afanasjevská kultura rozšířila na východ až do Mongolska a na jih do Sin-ťiangu. Linie a původ spojený s jámovou kulturou v afanasjevské kultuře v oblasti Altaje a v Mongolsku zmizely během doby bronzové, kdy je nahradily migrující populace z kultury Sintašta přicházející ze západu. V Džungarii však původ spojený s afanasjevskou kulturou přetrvával minimálně do sklonku 1. tisíciletí př. n. l.
Genetická blízkost populací jámové a afanasjevské kultury se také odráží v uniparentálních haploskupinách, zejména v převaze haploskupiny Y-chromozomu R1b. Stude z roku 2019 analyzovala mateřské haploskupiny u sedmi jedinců. 71 % patřilo k západoeurasijským mateřským haploskupinám U, H a R, zatímco 29 % patřilo k východoeurasijské mateřské haploskupině C.

## Paleoepidemiologie
Z lidských zubů nalezených na Gora Afanasjeva byly extrahovány dva kmeny Yersinia pestis. Jeden je datován do období 2909 až 2679 př. n. l., druhý 2887 až 2677 př. n. l. Oba pocházejí ze stejného (hromadného) hrobu sedmi lidí a jsou považovány za téměř současné. Geny tohoto kmene exprimují falgelin, který spouští lidskou imunitní odpověď, takže to nebyl dýmějový mor.

## Pravděpodobné vztahy s dalšími kulturami
Díky mnoha rysům, které jsou připisovány raným Indoevropanům, jako je používání kovů, koní a kolových vozidel, a kulturním vztahům s kurganskými stepními kulturami, jsou lidé afanasjevské kultury považováni za hovořící indoevropskými jazyky. Geneticky se podobali populacím jámové kultury pastevců západních stepí. Genetické studie prokázaly diskontinuitu mezi afanasjevskou kulturou a následnou sibiřskou okunevskou kulturou, stejně jako genetické rozdíly mezi afanasjevskou kulturou a tarimskými mumiemi.
Někteří badatelé zastávali názor, že afanasjevská kultura mohla přinést znalost metalurgie do Číny. Zejména jejich kontakty s kulturou Ma-ťia-jao a kulturou Čchi-ťia jsou považovány za přenos znalosti bronzové technologie. Afanasjevská kultura může také vykazovat kulturní výpůjčky z dřívější kultura Banpo (asi 4000 př. n. l.), zejména v oblasti malované keramiky, což naznačuje vliv z Dálného východu, konkrétně z neolitické Číny, na afanasjevskou kulturu a další kulturní komplexy v oblasti středního toku Jeniseje.

## Nástupnické kultury
V pohoří Altaj a na jihovýchodě se zdá, že afanasjevská kultura po určitou dobu koexistovala s raným obdobím kultury Čemurček, protože některé jejich pohřby jsou současné a některé artefakty z hrobů se shodují. Na severu po afanasjevské kultuře následuje okunevská kultura, která je považována za rozšíření paleosibiřské místní neindoevropské lesní kultury. Okunevská kultura nevykazuje vlivy dřívější afanasjevské kultury. Oblast následně obsadily andronovská kultura, karasukská kultura, tagarská kultura a taštykská kultura.

## Fotogalerie

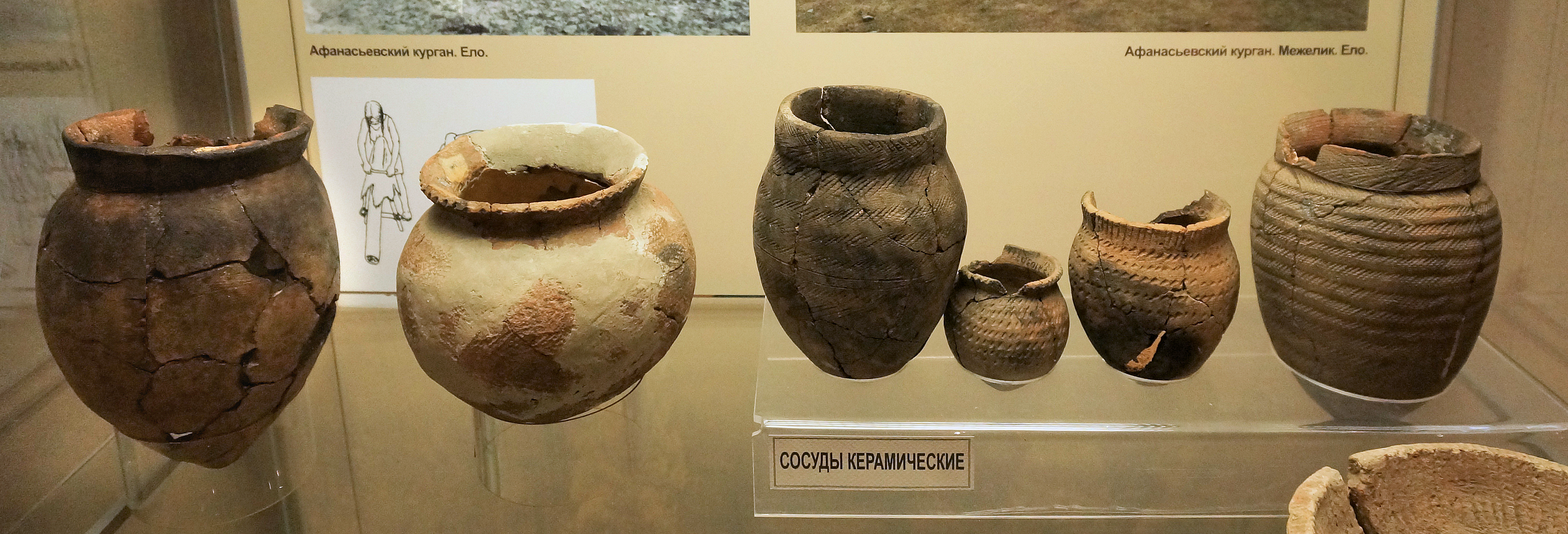
Keramika, Národní muzeum Altajské republiky
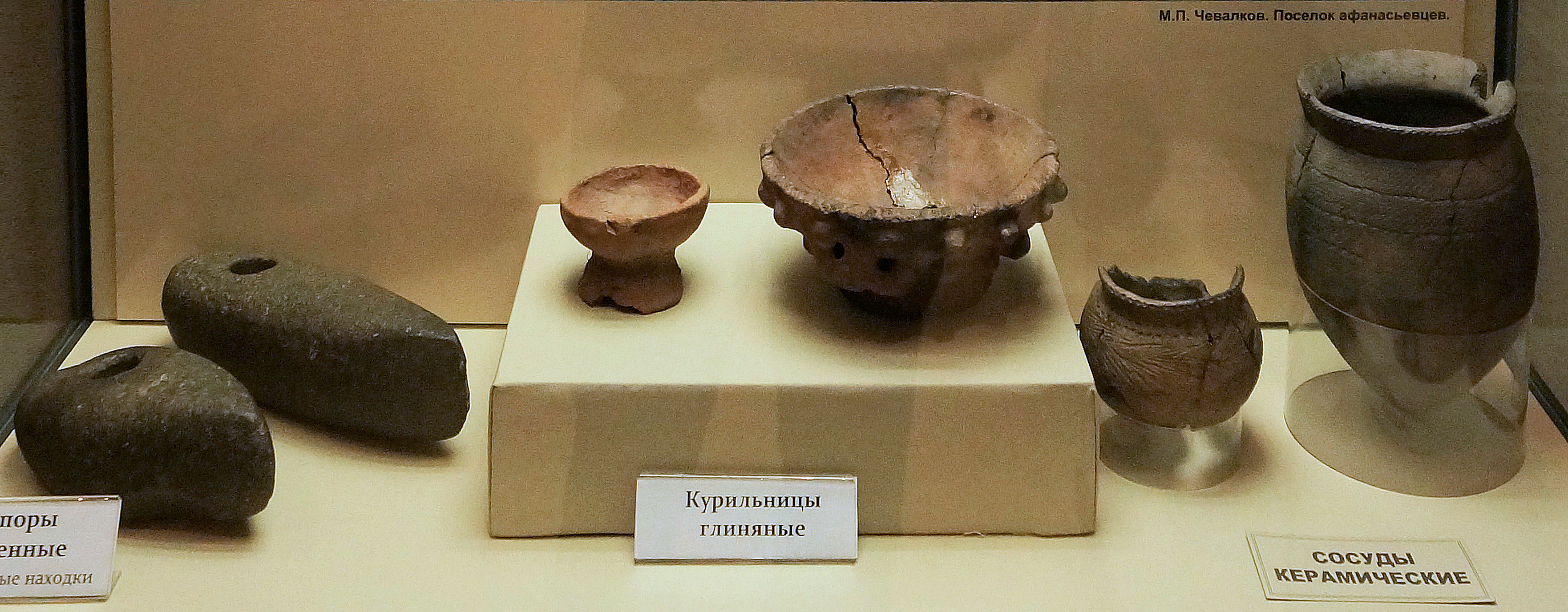
Keramika, Národní muzeum Altajské republiky
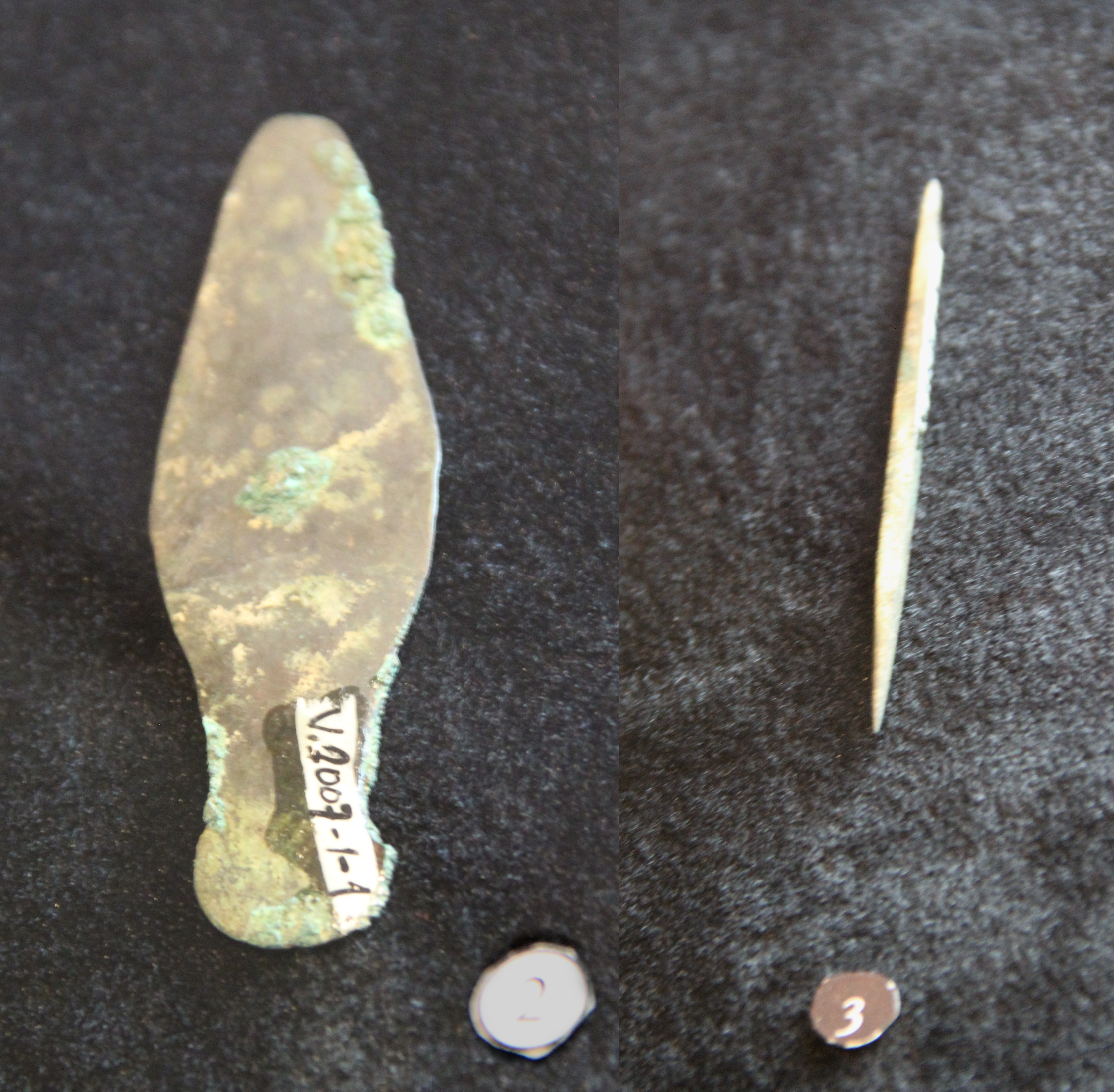
Bronzový nůž a šídlo z hrobu afanasjevské kultury, Národní muzeum Mongolska
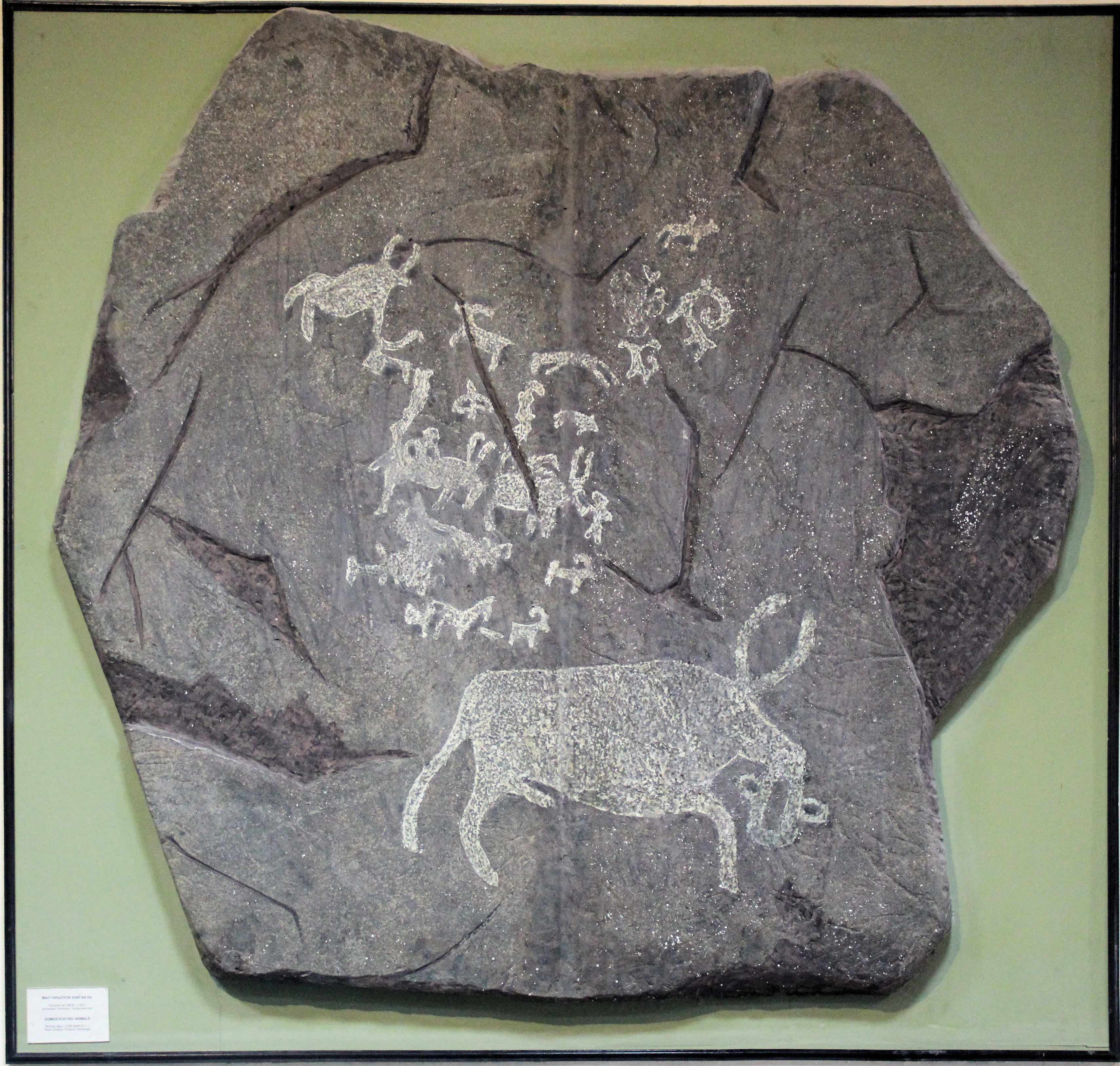
Petroglyf znázorňující lov zvěře, 3000 př. n. l., Národní muzeum Altajské republiky